# EN57
Les EN57 sont des rames automotrices électriques utilisées par les PKP (Chemins de fer de l'État Polonais). Ces rames ont été conçues pour assurer des services omnibus suburbains ainsi que des services longue-distance. Elles sont actuellement utilisées par la majorité des compagnies de transport ferroviaire en Pologne.

## Histoire
Conçues pour le transport régional, les automotrices EN57 ont été inspirées par les rames EW55 qui furent les premières automotrices électriques fabriquées en Pologne. Elles étaient fabriquées à l'usine Pafawag située à Wrocław.
Leur production a débuté en 1962 et s'est terminée en 1993 avec 1 415 rames fabriquées. Cette série a eu une période de production très longue (de 1961 à 1993). Les premières rames avaient des compartiments de première classe, mais à partir de la rame numéro 602, on ne fabriqua que des rames avec des compartiments de seconde classe. Vu la longueur de la période de production, les séries varient un peu selon la période de fabrication.
Les rames de 201 à 206 sont assemblées de voitures provenant de rames accidentées. Depuis 2006, la PKP modernise les voitures leur appartenant grâce aux fonds de l'Union Européenne. L'apparence intérieure et extérieure a été changée mais au niveau électrique et mécanique il n'y a eu pas de grands changements. Les rames modifiées sont renumérotées à partir du numéro 2001.
Les rames EN71, ED72 et ED73 ont été conçues à partir des EN57.

## Caractéristiques techniques
- Vitesse maximale : 110 km/h
- Longueur totale : 64,77 m
- Poids : 123 tonnes
- Système électrique : 3000V DC
- Alimentation : Caténaire/Pantographe

## Service à l'étranger
Plusieurs rames EN57 ont été exportées en Yougoslavie en 1964, elles y sont numérotées 311-0 pour les voitures et 315-0 pour les motrices. Certaines rames sont également en service en Croatie et en Slovénie.

## Galerie

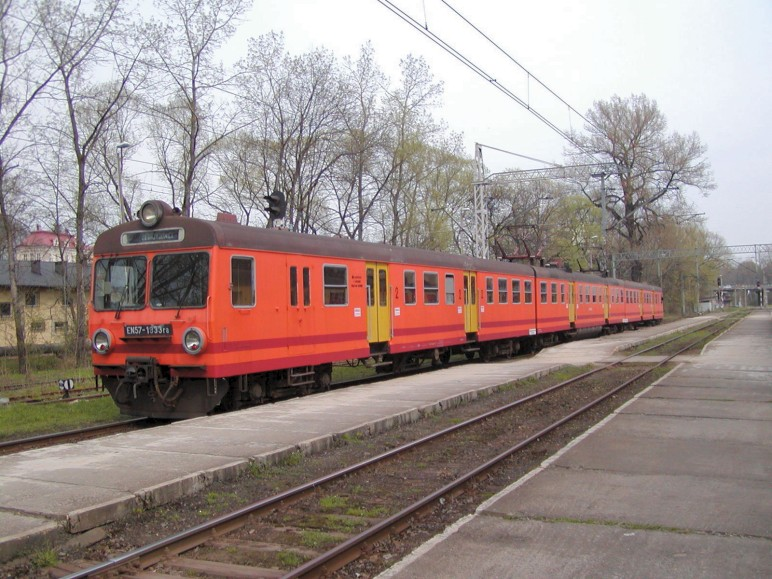
EN57-1933 à Cieszyn
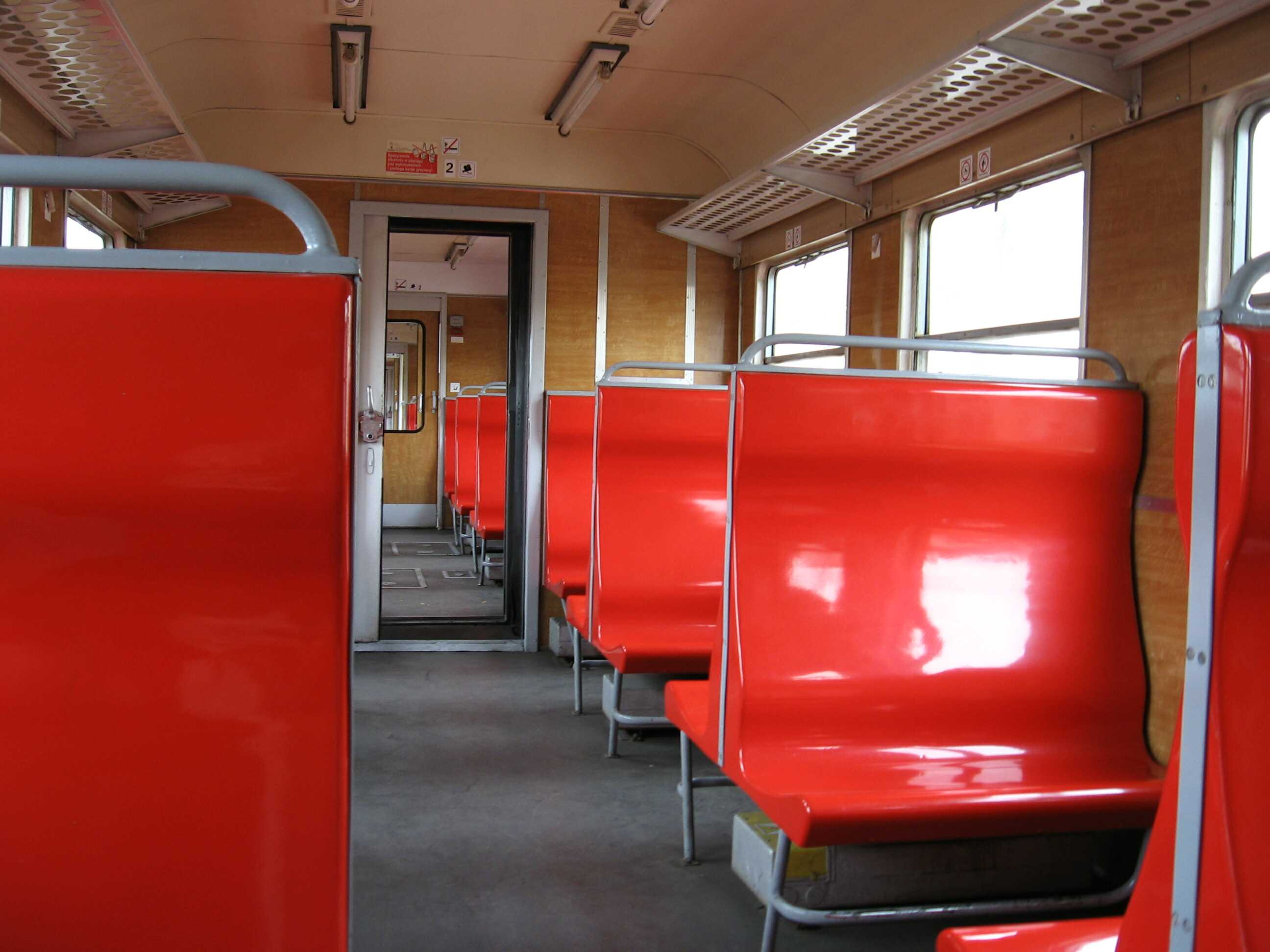
Intérieur d'un ancien EN57 avec banquettes en plastique
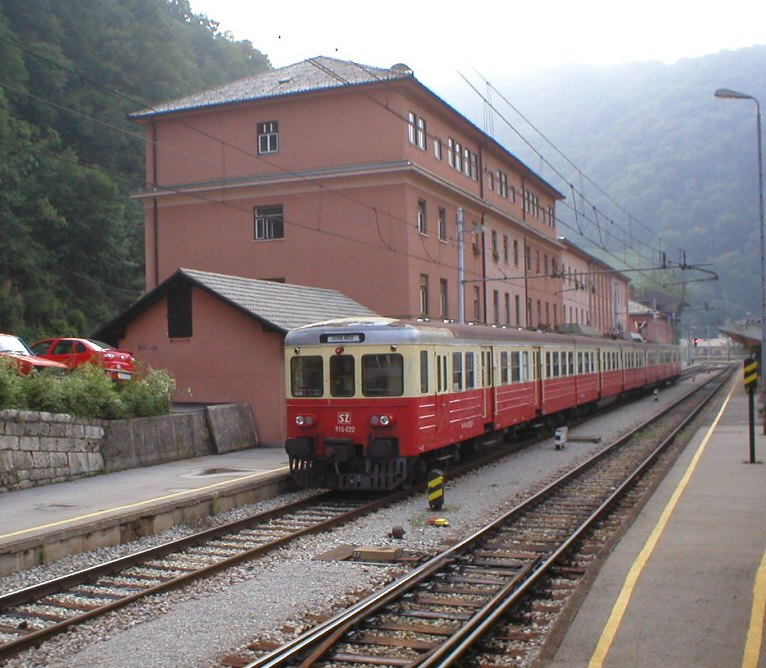
Chemins de fer de Slovénie séries 315
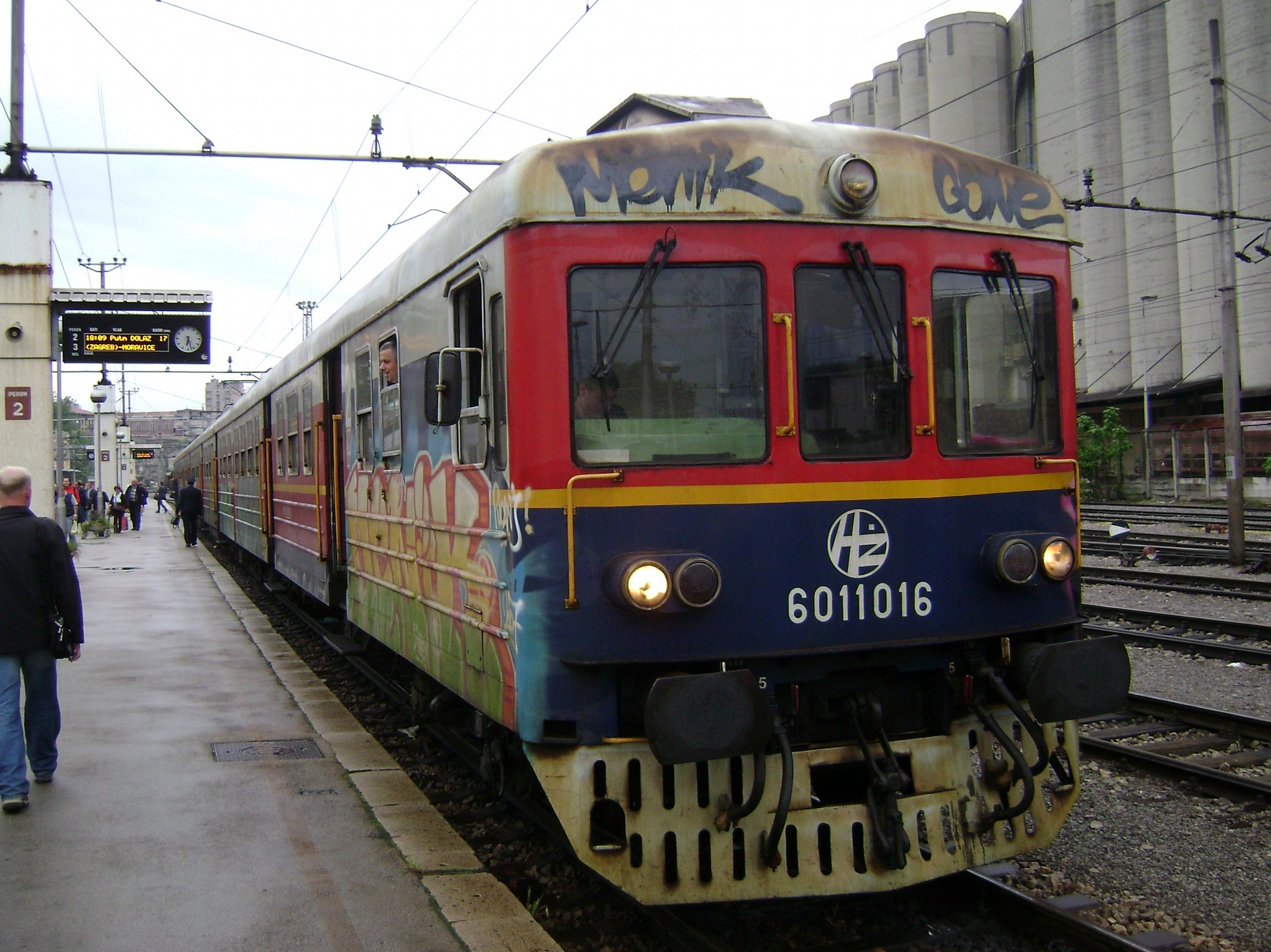
Chemins de fer de Croatie séries 6011
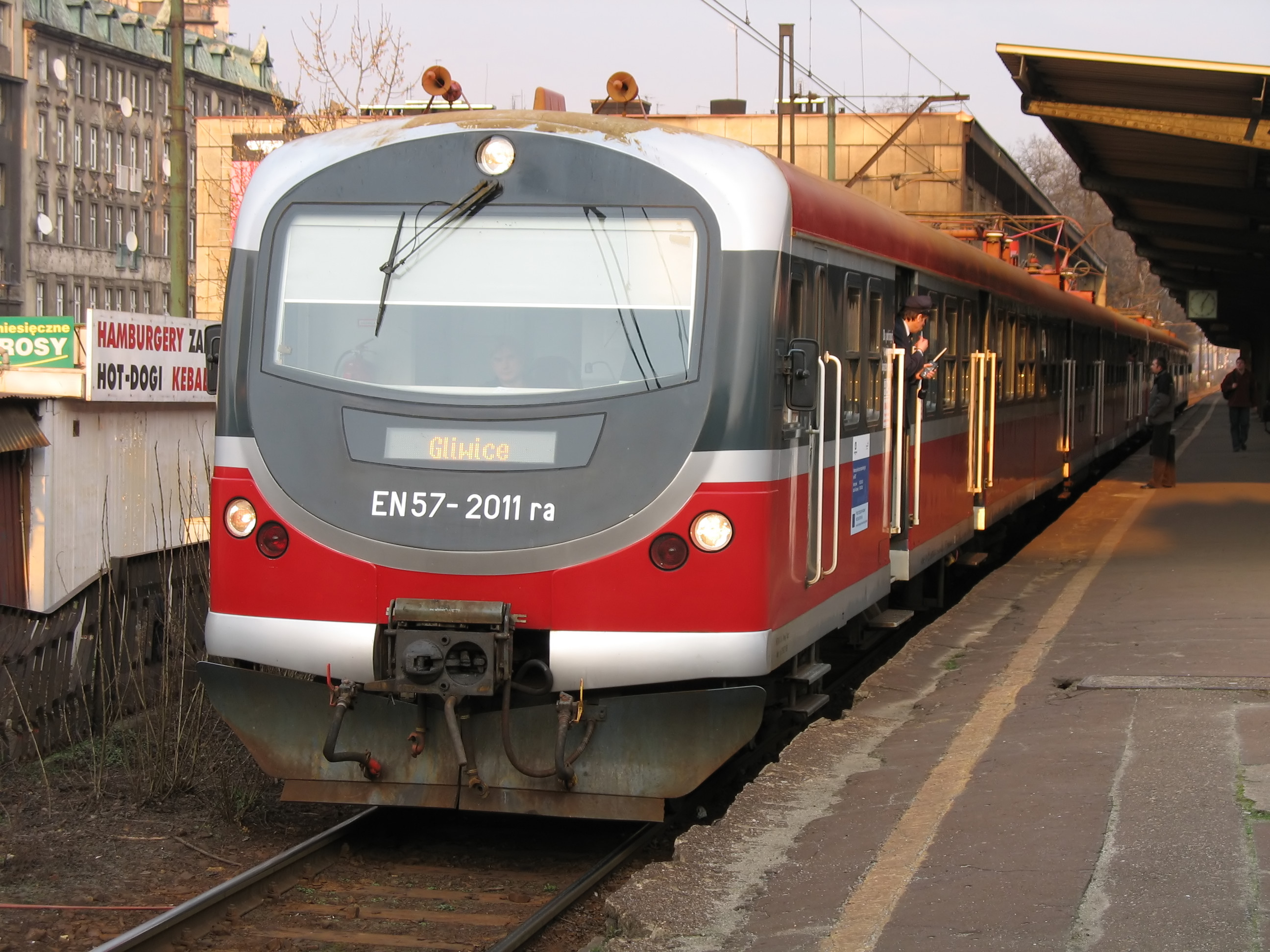
EN57-2011 modernisé à Zabrze
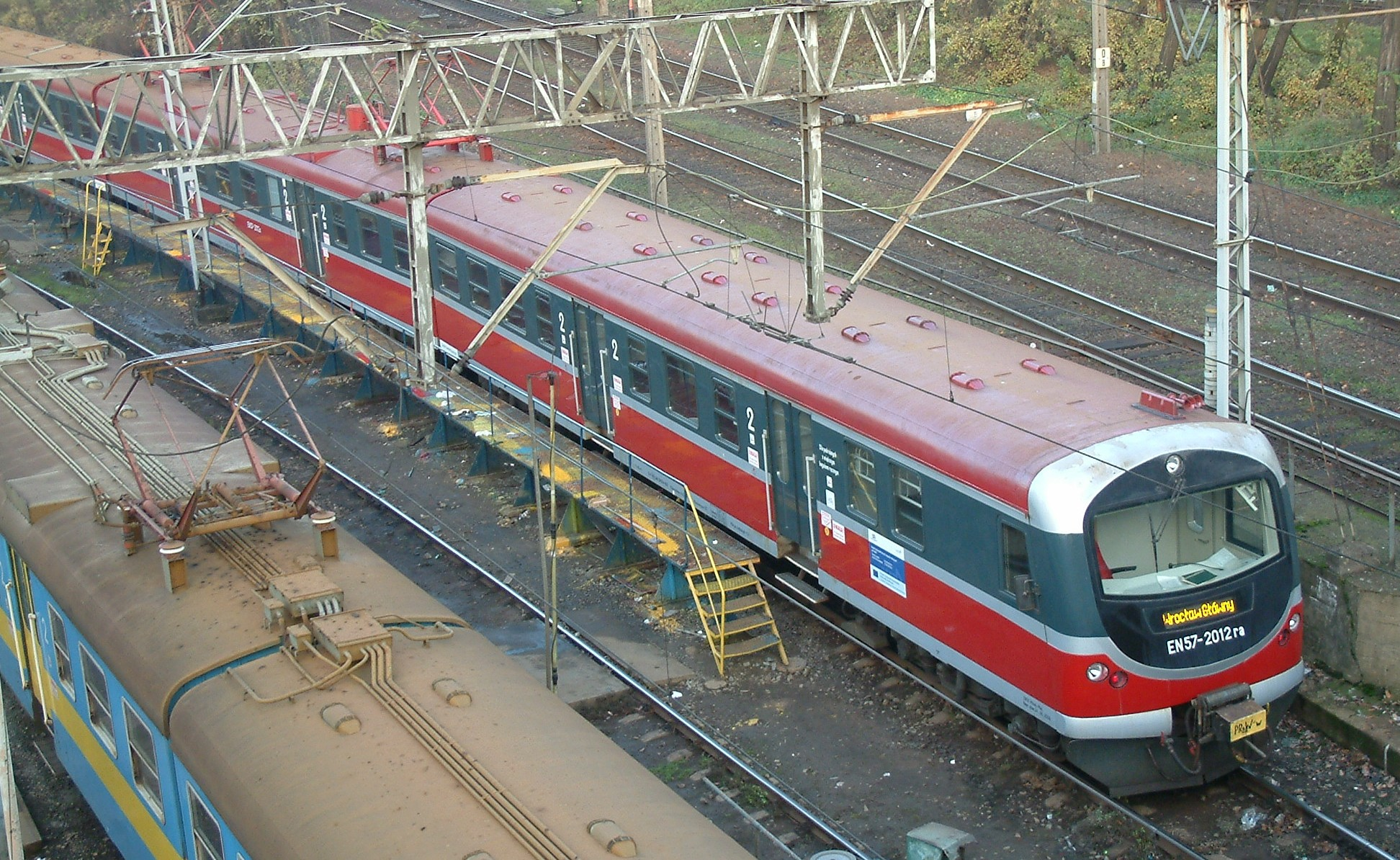
EN57-2012 à Poznań
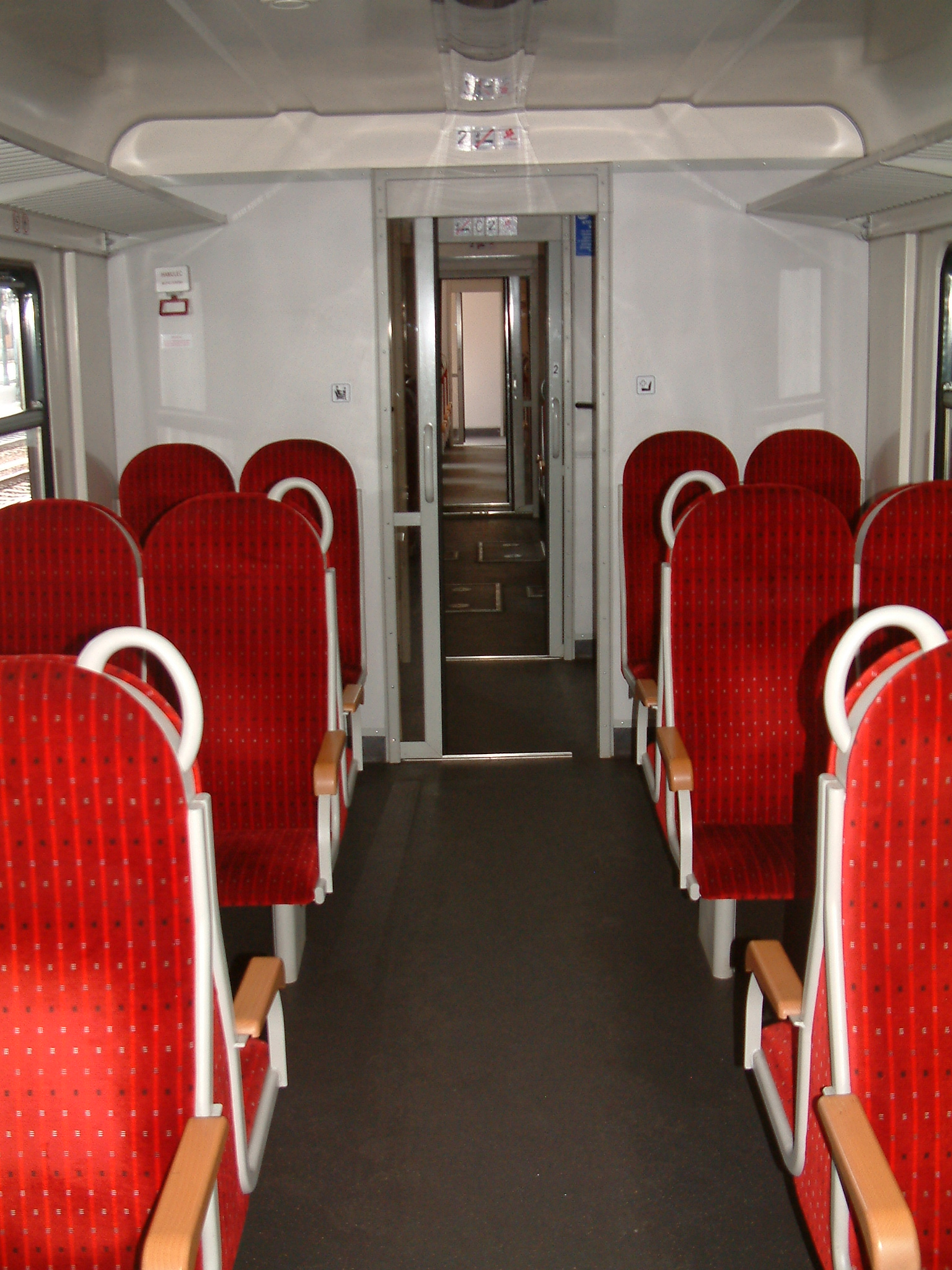
Nouvel intérieur de la version modernisée EN57-2040
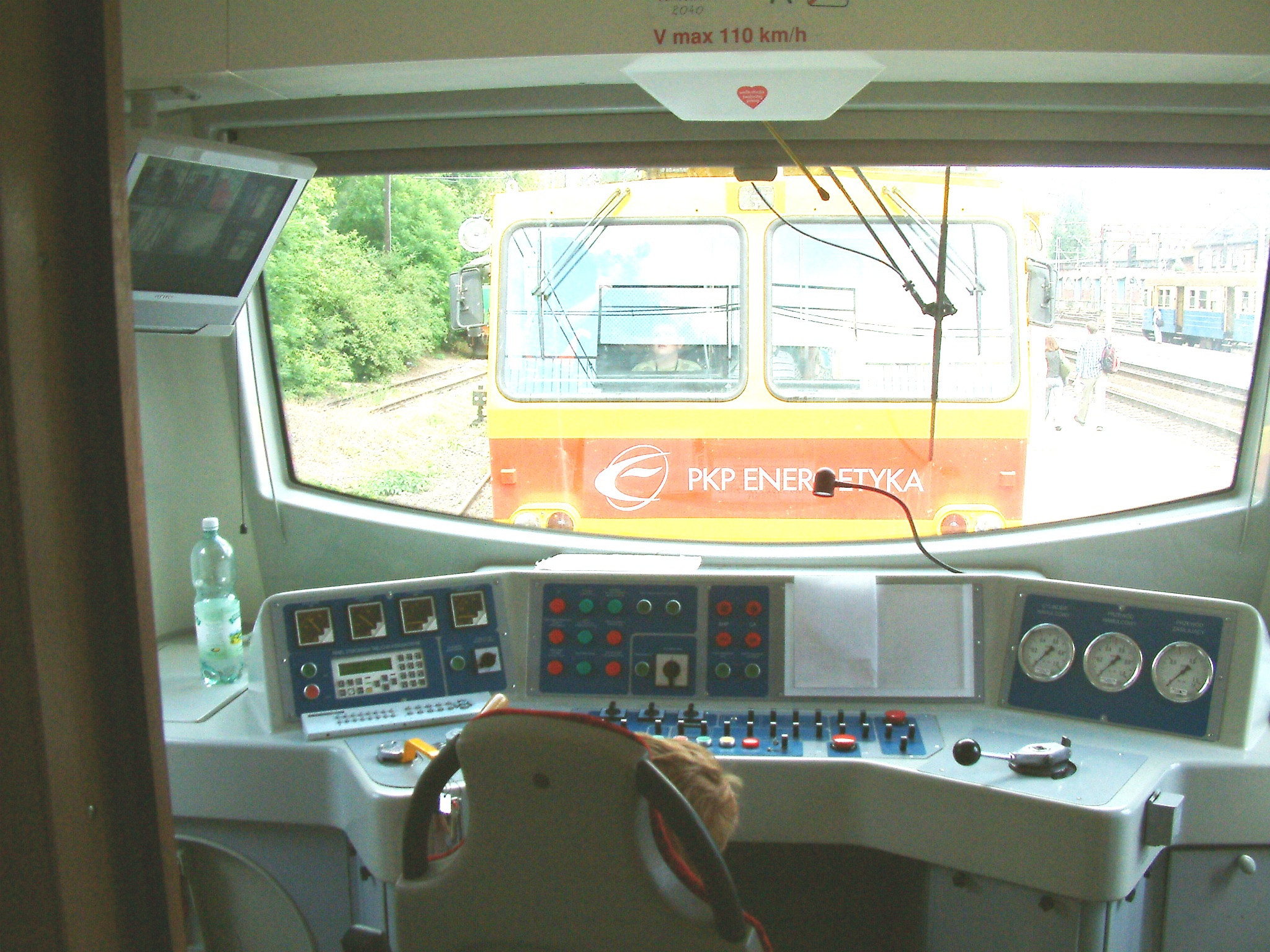
Cabine de conduite dans un EN57-2040 modernisé
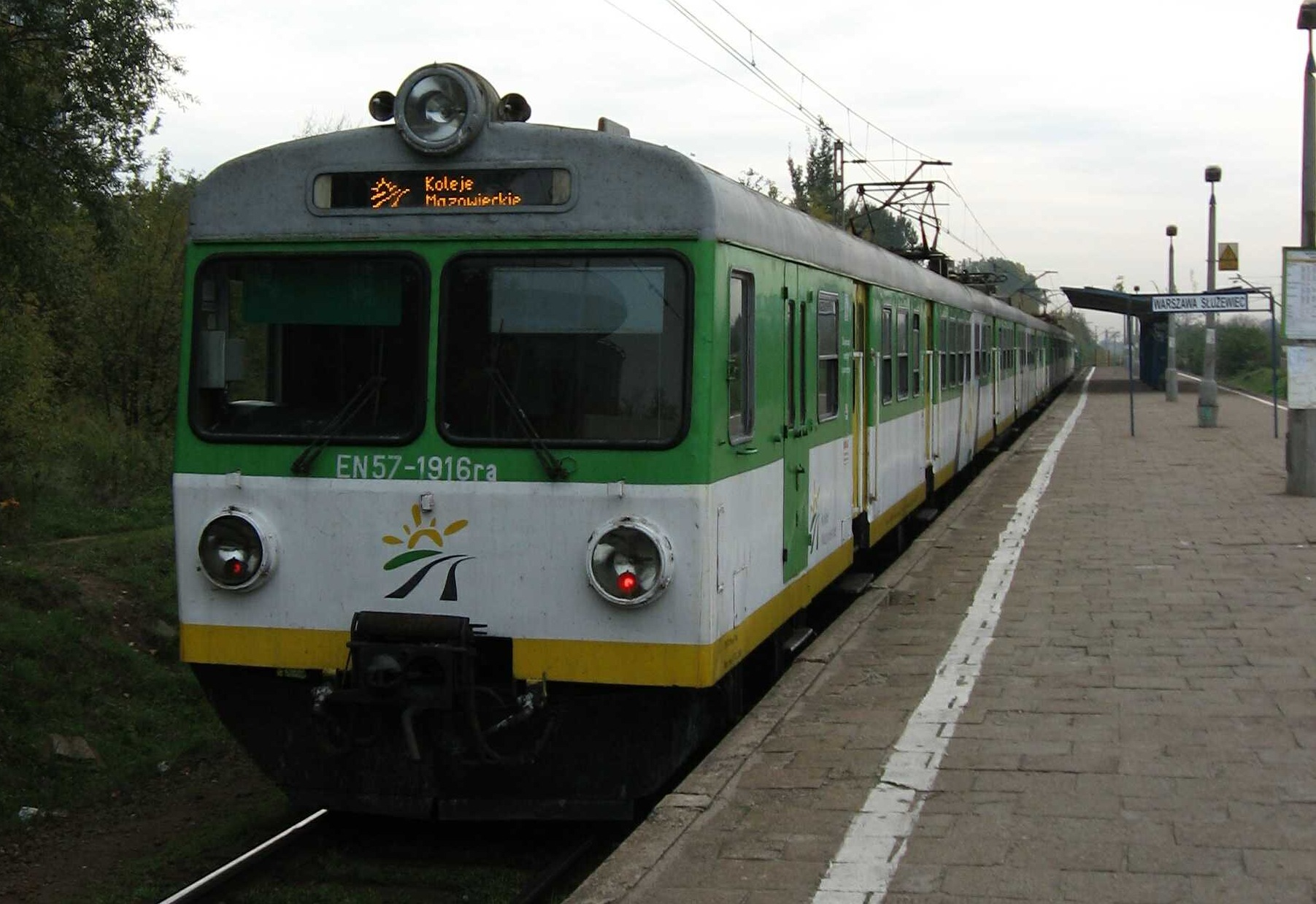
EN57-1916 Lignes de Mazovie (Koleje Mazowieckie) à la gare de Varsovie-Służewiec